# 가마쿠라 막부의 싯켄
가마쿠라 막부의 싯켄 목록(일본어: 鎌倉幕府の執権一覧 かまくらばくふのしっけんいちらん[*])은 가마쿠라 막부의 싯켄의 목록이다.
싯켄직은 호죠씨가 독점하고 세습했다. 처음부터 큰 세력을 가지고 있었으나, 3대 쇼군 미나모토노 사네토모 암살 후에는 대부분 막부의 실권을 장악하고 정무를 담당했다. 그러나 쇼군직은 공가나 황족을 교토에서 맞이하는 형태의 명목적 존재로, 호죠씨는 형식적으로나마 복종을 하고 있었다.
호죠씨의 적류는 토쿠소케로 칭송되었으며, 토쿠소케의 당주 또는 그 후계자가 어릴 때에는 호죠씨의 서류가 싯켄을 맡았다. 겐코의 난의 마지막 단계 (가마쿠라 전투, 토쇼지 전투)에서 13대 모토토키, 14대 타카토키 (토쿠소케), 15대 사다아키, 16대 모리토키의 4명의 싯켄(및 경험자)이 가마쿠라 막부와 함께 멸망하게 되었다. 또한 호죠 사다마사가 모리토키의 죽음을 알고, 가마쿠라 함락 때, 17대 싯켄에 임했다는 설이 있다.

## 목록
| 대 | 이름          | 초상화 | 관위                   | 재임년도                                                    | 기간        | 향년 | 가문 및 비고 |
| -- | ------------- | ------ | ---------------------- | ----------------------------------------------------------- | ----------- | ---- | ------------ |
| 1  | 호죠 토키마사 |        | 종5위하 토토미노카미   | 겐닌 3년 (1203년) 9월 - 겐큐 2년 (1205년) 윤7월             | 1년 11개월  | 78   | 호죠씨       |
| 2  | 호죠 요시토키 |        | 종4위하 우쿄노곤다이부 | 겐큐 2년 (1205년) 윤7월 - 조오 3년 (1224년) 6월 13일        | 18년 11개월 | 62   | 토쿠소케     |
| 3  | 호죠 야스토키 |        | 정4위하 사쿄노곤다이부 | 조오 3년 (1224년) 6월 28일 - 닌지 3년 (1242년) 6월 15일     | 18년        | 60   | 토쿠소케     |
| 4  | 호죠 츠네토키 |        | 정5위하 무사시노카미   | 닌지 3년 (1242년) 6월 15일 - 간겐 4년 (1246년) 3월 23일     | 3년 9개월   | 23   | 토쿠소케     |
| 5  | 호죠 토키요리 |        | 정5위하 사가미노카미   | 간겐 4년 (1246년) 3월 23일 - 고겐 원년 (1256년) 11월 22일   | 10년 8개월  | 37   | 토쿠소케     |
| 6  | 호죠 나가토키 |        | 종5위상 무사시노카미   | 고겐 원년 (1256년) 11월 22일 - 분에이 원년 (1264년) 7월 3일 | 7년 7개월   | 35   | 고쿠라쿠지류 |
| 7  | 호죠 마사무라 |        | 정4위하 사쿄노곤다이부 | 분에이 원년 (1264년) 8월 11일 - 분에이 5년 (1268년) 3월 5일 | 3년 7개월   | 69   | 마사무라류   |
| 8  | 호죠 토키무네 |        | 정5위하 사가미노카미   | 분에이 5년 (1268년) 3월 5일 - 고안 7년 (1284년) 4월 4일     | 16년 1개월  | 34   | 토쿠소케     |
| 9  | 호죠 사다토키 |        | 종4위상 사가미노카미   | 고안 7년 (1284년) 4월 4일 - 쇼안 3년 (1301년) 8월 22일      | 17년 4개월  | 40   | 토쿠소케     |
| 10 | 호죠 모로토키 |        | 종4위하 사가미노카미   | 쇼안 3년 (1301년) 8월 22일 - 오초 원년 (1311년) 9월 21일    | 10년 1개월  | 37   | 무네마사류   |
| 11 | 호죠 무네노부 |        | 종4위하 무츠노카미     | 오초 원년 (1311년) 10월 3일 - 오초 2년 (1312년) 5월 29일    | 8개월       | 54   | 오사라기류   |
| 12 | 호죠 히로토키 |        | 정5위하 사가미노카미   | 오초 2년 (1312년) 6월 2일 - 쇼와 4년 (1315년) 7월 12일      | 3년 1개월   | 37   | 마사무라류   |
| 13 | 호죠 모토토키 |        | 정5위하 사가미노카미   | 쇼와 4년 (1315년) 7월 12일 - 쇼와 5년 (1316년) 7월 9일      | 1년         | 48   | 고쿠라쿠지류 |
| 14 | 호죠 타카토키 |        | 종4위하 슈리노곤다이부 | 쇼와 5년 (1316년) 7월 10일 - 쇼추 3년 (1326년) 2월 13일     | 9년 7개월   | 31   | 토쿠소케     |
| 15 | 호죠 사다아키 |        | 종4위상 슈리노곤다이부 | 쇼추 3년 (1326년) 3월 16일 - 같은 해 3월 26일               | 11일        | 56   | 카네사와류   |
| 16 | 호죠 모리토키 |        | 종4위상 사가미노카미   | 가랴쿠 원년 (1326년) 4월 24일 - 겐코 3년 (1333년) 5월 18일  | 7년 1개월   | 39   | 아카하시류   |
| 17 | 호죠 사다유키 |        | 종5위하 무사시노카미   | 겐코 3년 (1333년) 5월 22일                                  | 1일         | 32   | 카네사와류   |

## 같이 보기
- 가마쿠라 막부